# Bioremediace
Bioremediace může být definována jako jakýkoliv proces, v němž jsou působením živých organismů či enzymů přeměňovány toxické či rizikové látky na netoxické a nerizikové látky. Většinou jde o rozklad organických polutantů prostřednictvím specifických mikroorganismů a nebo pouze o optimalizaci podmínek prostředí pro působení již přítomné mikroflóry. Optimalizace podmínek spočívá v aeraci, přidávání živin, přidáváním látek stimulujících mikroorganismy k rozkladu znečištění apod. – např. rozklad složitých aromatických uhlovodíků je možné urychlit přídavkem jednoduchých aromatických uhlovodíků.
Bioremediaci je možné rozdělit následovně:
- fytoremediace, která využívá k odstranění toxické zátěže rostlin. Tuto metodu je možné kombinovat s produkcí biomasy pro energii.
- in situ bioremediace
  - přirozené mikroorganismy
  - uměle přiváděné mikroorganismy
- ex situ bioremediace
  - kompostování
  - řízené biologické ošetření
  - zemědělské zpracování
  - řízené biologické ošetření suspenze (kalu)
- biologické čištění vody